# Nicola Spinelli (Jurist)

Wappen Nicola Spinellis

Nicola Spinelli (* 1325 in Neapel; † 1406 in Padua) war ein Jurist und Politiker im Dienst der Königin Johanna I. von Neapel sowie der Päpste Urban V. und Gregor XI. Er war Vertreter des Königreichs Neapel am päpstlichen Hof, Siegelbewahrer des Königreichs Neapel, Graf von Gioia, Seneschall der Provence (1370–1376), Kapitän der päpstlichen Armeen, Seneschall des Piemont, dann Großkanzler des Königreichs Neapel. Nachdem er seinem Souverän und den Päpsten von Avignon, während des Großen Schismas, bei dem er teilweise der Initiator war, in Treue gedient hatte, musste er nach Mailand zu den Visconti fliehen, wo er in seinen letzten Lebensjahren versuchte, sein politisches Ideal zu verwirklichen, nämlich den Kirchenstaat zu säkularisieren.

## Leben

### Beginn einer Karriere
Nicola Spinelli war ein Sohn von Giovanni Spinelli de Giovinazzo, Ratgeber des Königs Robert von Neapel. Er studierte Recht und wurde zum Doktor promoviert. Da er für eine Laufbahn in der Kirche bestimmt war, wurde er Kanoniker an der Kathedrale von Neapel sowie Abt an Santa Maria Assunta dei Pignatelli in Neapel, an Santa Maria in Fabriano, Sant’Andrea in Mortara, San Pancrazio in Nocera und Sant’Andrea in Marigliano.
Als sein Bruder Matteo gestorben war (1339) und der älteste Sohn der Familie, Gualtiero, aus seiner Ehe mit Roberta di Sangro keine Kinder bekam, erhielt er die Erlaubnis, den Kirchendienst zu verlassen und zu heiraten. Er heiratete Maria Fontanella, Herrin von Toritto, und unterrichtete Recht an den Universitäten in Neapel, Bologna und Padua, trat dann in den Dienst der Stadtrepublik Bologna ein, was es ihm erlaubte, eine diplomatische Laufbahn zu beginnen. Im September 1355 wurde er als Botschafter zum Kardinallegaten Gil Álvarez Carillo de Albornoz geschickt.
Als Witwer heiratete er 1355 Simona della Marra, Tochter von Nicola I., Herr von Barletta, und Alfrana Capitignano. 1362 wurde er nach Florenz gerufen und von der Signoria mit einer Botschaft zu Papst Innozenz VI. gesandt, um eine päpstliche Intervention zu fordern, die die Meinungsverschiedenheiten mit der Republik Pisa beenden sollte.

### Papst Urban V.
Am 4. März 1363 exkommunizierte Papst Urban V. Bernabò Visconti, den Anführer der Ghibellinen, und predigte zum Kreuzzug gegen ihn. Am 6. April wurden die Truppen des Mailänder Herrschers in Solaro besiegt, während sein unehelicher Sohn Ambrogio gefangen genommen wurde. Am 17. April 1363 kündigte der Papst, informiert über diesen Sieg gegen die Visconti, seine Absicht an, nach Rom zurückzukehren, und schickte Nicola Spinelli, der Gesandter des Königreichs Neapel am päpstlichen Hof geworden war, als Botschafter in die italienischen Staaten, um seine Friedensabsichten zu bekunden. Mit diesem Ziel beauftragte er am 1. Mai den Kardinal Gil Álvarez Carillo de Albornoz mit Vorgesprächen zu einem Vertrag.
Urban V. hatte bereits während des mit den Visconti unterzeichneten Waffenstillstands die Wiederherstellung der päpstlichen Gärten und die Restaurierung des Petersdoms angeordnet. Seine Entscheidung wurde am 20. Juli 1366 bestätigt, als er Gómez Albornoz empfing, der von seinem Onkel, dem Kardinal, und Königin Johanna, geschickt worden war. Er war gekommen, um über die politische Situation in Italien zu berichten, in der Nicola Spinelli auf nationaler und internationaler Ebene an der Bildung einer Liga gegen die Visconti arbeitete. Die Liga stand Mitte September 1366. Der Papst kündigte daraufhin seine umgehende Rückkehr nach Rom an.
Nach dem Tod von Nicola d’Alife, dem Siegelbewahrer des Königreichs Neapel, übertrug Königin Johanna auf Anraten des Papstes dieses Amt im Dezember 1366 Nicola Spinelli, der Herr von Roccaguglielma, Toritto, San Giovanni, Tricarico Celo und Pescosolido wurde.
Anfang Juni 1367 kam Urban V. in Orvieto an, wo er von Nicola Orsini, Graf von Nola und Rektor der Stadt, begrüßt wurde, der Nicola Spinelli begleitete, der als Siegelbewahrer Neapels offiziell die Königin Johanna vertrat.
Immer noch in Begleitung von Nicola Spinelli und Nicola Orsini, zog Urban V. am 16. Oktober in Rom ein. Dazu gehörte auch Niccolò II. d’Este, Markgraf von Ferrara, der an der Spitze von tausend Reitern den Einzug eröffnete.
Dann, am 17. März 1368 war Königin Johanna an der Reihe, den Papst in Rom aufzusuchen. Und an Lætare, dem vierten Sonntag der Fastenzeit, während Nicola Spinelli von Peter I., König von Zypern, zum Ritter geschlagen wurde, verlieh Urban V. Königin Johanna die Goldene Rose, eine Auszeichnung, die erstmals einer Frau zuteilwurde.
Um sich die Treue zu sichern, die Nicola schon dem König von Zypern aus feudalem Recht schuldete, gewährte ihm die Herrscherin von Neapel die Grafschaft Gioia. Was wiederum im Jahr 1368 die Verheiratung von Giovanni de Bracciano aus einem jüngeren Zweit der Orsini, römischer Senator, Herr von Nerola, Marcellino, Vicovaro, Pacentro, Montemaggiore, Montelibretti, Scandriglia und Selci, mit Bartolomea Spinelli, Tochter Nicolas, ermöglichte.
Als Kaiser Karl IV. mit seinem gesamten Gefolge Richtung Rom zog, ließ die Stadt Florenz, die sich bedroht fühlte, in aller Eile zu ihrer Verteidigung Giovanni Malatacca da Reggio kommen, einen der besten Kapitäne der Königin Johanna. Ende Dezember 1368 schickte die Königin ihre Berater Nicola Spinelli und den Logotheten Napoleone Orsini zum Papst, um im Namen von Florenz mit dem Kaiser zu verhandeln. Eine Vereinbarung wurde im Februar 1369 zwischen den Parteien geschlossen, und Florenz kam mit einer hohen Geldstrafe an Karl IV. davon. Urban V. empfing ihn Mitte Oktober in der Sommerresidenz und nahm Karls Bitte an, seine Gattin zur Kaiserin zu krönen. Am 21. Oktober trafen sich Kaiser und Papst zur Krönungszeremonie in Rom. Sie fand am 1. November statt. Dann ließ der Kaiser mit den Visconti einen neuen Waffenstillstand bis Anfang Mai 1370 verhandeln.
Aber der päpstliche Aufenthalt in Rom sollte nur von kurzer Dauer sein. Der Papst, der die ständigen Kämpfe zwischen Herren und Potentaten, zwischen Guelfen und Ghibellinen müde war, hat die öffentliche Entscheidung getroffen, nach Avignon zurückzukehren. Am 26. Juni 1370 informierte er in einer Bulle aus Montefiascone die Römer über seine Abreise. Königin Johanna gab Nicola Spinelli sofort den Auftrag, die päpstliche Rückkehr vorzubereiten. Am 1. August ernannte sie ihn zu ihrem Vertreter am Hof in Aix-en-Provence und Seneschall der Provence, wobei er das Amt der neapolitanischen Großkanzlers behielt.
Eine seiner ersten päpstlichen Entscheidungen bestand darin, den Grenzkampf zu beenden, der zwischen den provenzalischen Truppen und denen der Dauphiné, die mit den Bretonen von Olivier du Guesclin verbündet waren, andauerte. Dafür verordnete Urban V. einen Waffenstillstand, der am 19. Dezember 1370 von Nicola Spinelli, Seneschall der Provence, und Amiel des Baux, Seneschall von Beaucaire, unterzeichnet wurde. Die „Longue Route“ der Bretonen verließ die Region. Am Tag der Unterzeichnung des Waffenstillstands starb der von einer Steinkrankheit geplagte Papst in Avignon.

### Papst Gregor XI.
Der neue Papst Gregor XI., der entschlossen war, endgültig nach Rom zurückzukehren, verkündete öffentlich seine Absicht während des Konsistoriums vom 13. Mai 1372. Zu diesem Zweck musste er die Familie Visconti, die Herren von Mailand und Führer der Ghibellinen militärisch besiegen. Er rief eine Liga ins Leben, die aus Amadeus VI. von Savoyen, Otto von Braunschweig-Grubenhagen als Schutzherr der Markgrafschaft Montferrat, und seinem Neffen Raimond de Turenne als Capitaneus in servicio Ecclesie Romane bestand. Aber in diesem Krieg entwickelte Amadeus VI. eher die Tendenz, sich die Lehen Königin Johannas im Piemont anzueignen, als sich um die päpstlichen Interessen zu kümmern. Um den Beschlagnahmen eine Ende zu setzen, beauftragte der Papst am 7. Januar 1373 seinen Bruder Nicolas Roger de Beaufort, die Rückgabe zu verlangen, und die Königin von Neapel beauftragte am Tag darauf Nicola Spinelli, den sie zum Seneschall von Piemont ernannte, mit der Rückeroberung von Borgo San Dalmazzo und Cuneo. Dies geschah dann am 14. Februar 1373.
Trotz des Sieges in der Schlacht von Montichiari (1373) kamen die Truppen der Liga nicht von der Stelle. Um die Niederlage der Mailänder vollständig zu machen, reorganisierte Gregor XI. 20. Juni 1373 sein Kommando und ernannte Spinelli zum Kommissar  ad promovendum negocia war partium Lombardiæ . Als Seneschall und Generalkapitän von Piemont am 17. Juli 1373 mit dem päpstlichen Vertrauen versehen, zeigte er eine seltene Menschlichkeit, als er die Einwohner von Cuneo für fünf Jahre von der fouage (eine Steuer je Haushalt) befreite, „damit sie nicht das Leben verlieren, wenn sie am Ort bleiben“.
Dann, am 2. August, ging er in die Offensive, zusammen mit den Truppen Braunschweigs, dem Bischof von Vercelli und einigen savoyischen Lanzenreitern. Diese Armee eroberte Centallo, scheiterte jedoch an Cherasco. Trotz einiger anderer durchschlagender Erfolge war der Krieg Gregors XI. gegen die Visconti am Ende gescheitert. Der Papst zog es vor, seine Truppen zurückzurufen. Als Gregor XI. im Dezember 1373 in Avignon Raimond de Turenne und dessen Kapitäne abberief, ersetzte Nicola Spinelli, Seneschall von Provence und Piemont, Guy de Pesteils durch Franceschino Bolleris, Herrn von Roccasparvera und Kastellan von Demonte.
Die Machtbefugnisse Nicolas Spinellis als Seneschall der Provence für Königin Johanna, waren von Bedeutung, da am 28. Januar 1374 Guillaume III. Roger de Beaufort, obwohl Bruder des Papstes, Spinellis Genehmigung einholen musste, um Vormund seiner Enkelin Alix des Baux zu werden. Das Dokument wurde in Avignon ausgestellt.
Die von Gregor XI. gewünschte Rückkehr nach Rom wurde eine lange Reise, da der Papst Avignon am 13. September 1376 verließ, aber erst am 13. Januar 1377 Rom erreichte. Wenn der Jubel des römischen Volkes real war, war es anderswo nicht so. Im April 1377 organisierte Raimond de Turenne eine Expedition gegen Viterbo und Bolsena, zwei der Städte, die gegen den Papst rebellierten. Es wurde ein bitterer Fehlschlag. Francesco di Vico, der Präfekt von Rom, gewarnt vor dem Kommen der päpstlichen Truppen, legte einen Hinterhalt und nahm Raimond de Turenne mit zwanzig Rittern, alles Verwandten des Papstes oder von Kardinälen, gefangen. Sehr besorgt informierte Gregor XI., der schon in Anagni war, sofort per Brief Pierre d’Estaing, Kardinalbischof von Ostia, und Nicola Spinelli, Großkanzler von Neapel. Die beiden Briefe datieren vom 24. Und 25. August 1377.

### Abendländisches Schisma
Der baldige Tod Gregors XI. führte zu einem Konklave in Rom. Auf Druck der Bevölkerung wurde Bartolomeo Prignano gewählt, Erzbischof von Bari und aus Neapel stammend, und daher sofort von Königin Johanna und Nicola Spinelli unterstützt. Urban VI. ernannte Spinelli am 18. April 1378, kurz nach seiner Wahl, zu einem Mitglied seines Geheimkabinetts. Aber der neue Papst zeigte sich sehr autoritär und machte sich gegenüber den Kardinälen unbeliebt. Selbst seine neapolitanischen Anhänger mussten seine Paranoia ertragen.
Einer der Gründe für Spinellis Rückzug gegenüber Urban VI. war eine Beleidigung, die er bei einem Empfang abbekam, als er eine neapolitanische Delegation gemeinsam mit Otto von Braunschweig leitete: der Papst hatte den Platz des Bevollmächtigten durch seinen Majordomus ändern lassen und ihn in der Hierarchie der Botschafter herabgestuft. Andere Historiker erklären, dass die neapolitanische Delegation, die ihren Stolz über einen Papst aus dem Königreich zum Ausdruck brachte, nur verletzende Worte erhielt. Der schockierte Spinelli war daraufhin der erste, der sich für einen neuen Pontifex aussprach.
Am 20. September 1378 versammelte sich auf seine Initiative hin ein neues Konklave in Fondi, das Clemens VII. wählte. Nicola Spinelli wird daher als einer der wesentlichen Akteure angesehen, deren Handeln zum Abendländischen Schisma führte. (siehe auch Jean de la Grange)
Im Oktober 1378 zeigte er auf Grund seiner juristischen Kenntnisse in einem Rundschreiben die Nichtigkeit des Konzils von Rom an, was seiner Ehefrau Simona und acht weiteren Damen durch ein Breve vom 2. Dezember 1378 das Privileg einräumte, das Kloster Santa Chiara in Neapel und alle anderen neapolitanischen Frauenklöster vier Mal im Jahr betreten zu dürfen, mit der einzigen Einschränkung, dort nicht die Nacht zu verbringen. Der wütende Papst in Rom erhob Einspruch und erklärte, er sei bereit, Neapel abzutreten, dessen Souverän die Avignoner Obödienz gewählt habe. Ab November predigte er den Kreuzzug gegen Konigin Johanna und ihren Kanzler und appellierte an die ungarischen Anjou, die eidbrüchigen im Königreich Neapel und in der Grafschaft Provence abzusetzen.
1381 wurde Spinelli, der für das Verhalten der Königin verantwortlich gemacht worden war, von Karl von Durazzo sämtlicher Lehen beraubt und in die Kerker des Castell dell’Ovo von Neapel geworfen. Nach seiner Freilassung fand er Asyl in Padua, wo er seine Arbeit als Juraprofessor wieder aufnahm.
Später wurde er nach Mailand gerufen, wo Gian Galeazzo Visconti ihn unter seinen Schutz stellte. Die beiden Männer kannten sich seit der Hochzeit von Violante Visconti und Secondotto, Markgraf von Montferrat 1377. Er wurde Berater des Herzogs von Mailand, mit Boffalora sopra Ticino belehnt und 1392 beauftragt, den Frieden mit der welfischen Liga zu verhandeln, der in Genua paraphiert wurde. 1394 ging er nach Frankreich zu Louis de Valois, duc d’Orléans: In seinen letzten Lebensjahren versuchte Spinelli, sein politisches und religiöses Ideal einer Säkularisierung des Kirchenstaates unter dem Zepter des Herzogs von Orléans zu verwirklichen.

## Werke

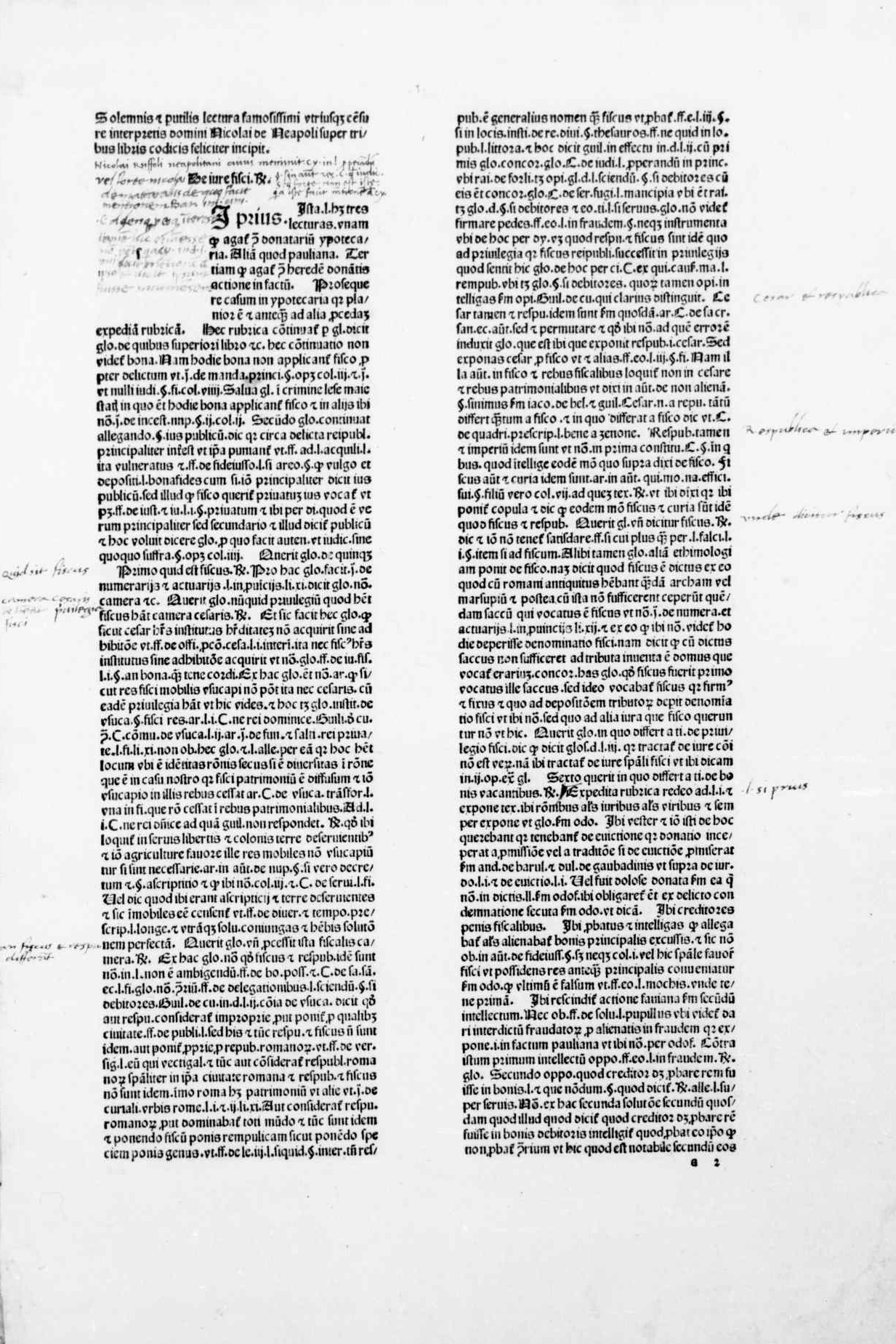
Lectura super tribus libris Codicis, 1491

Die bekannteren seiner gedruckten Werke sind:
- Lectura super tribus libris Codicis. in-fol. Auflage. Cristoforo Cani, Pavia 1491 (Latein, beic.it).
- Lectura super Institutionibus imperialibus, Turin, 1518, in-fol.
- Additiones seu glossæ ad Constitutiones et Capitula regni neapolilani, Neapel, 1551, in-fol.
- Lectura in aliquot tilulos primæ partis Infortiati, in Œuvres de Bariole, Venedig, 1605, in-fol.
- Quod doctores et medici non teneantur ad collectas, ohne Jahr[21].